# محمود دشتي
محمود دشتي هو لاعب كرة قدم كويتي في مركز الهجوم، ولد في 21 مارس 1993 في مدينة الكويت في الكويت. شارك مع منتخب الكويت تحت 23 سنة لكرة القدم ومنتخب الكويت لكرة القدم. أما مع النوادي، فقد لعب مع النادي العربي.